# Splash Klassen Organisation Germany
Die Splash Klassen Organisation Germany e. V. (SKOG) ist die deutsche Klassenvereinigung der Splash- und Flash-Bootsklassen. Sie wurde 2004 gegründet und hat ihren Sitz in Bochum. Sie ist ein eingetragener gemeinnütziger Verein. Mitglieder der SKOG sind vor allem Eigner und Segler der Splash und Flash.
Die SKOG ist Mitglied im Deutschen Segler-Verband (DSV) und im internationalen Klassen-Verband SCIA (Splash Flash Class International Association). Die SKOG vertritt in beiden Verbänden die Interessen ihrer Mitglieder. Im Deutschen Seglerverband sind dies Themen wie Status der Klassen, Meisterschaftsordnung oder Vorschriften für Regatten. In der SCIA nimmt sie Einfluss auf die Ausgestaltung der Klassenbestimmungen und klassenspezifischen Reglements für die Teilnahme an Segelregatten wie zu Altersregelungen oder persönlicher Ausrüstung.